# Josep Puig Pujades
Josep Puig Pujades (Figueras, 1883-Perpiñán, 1949) fue un escritor y político español.

## Biografía
Nació el 25 de julio de 1883 en la localidad gerundense de Figueras. Colaboró en publicaciones periódicas como La Ilustració Llevantina, Joventut, Catalunya-París, El Ampurdanés, El Poble Català, Empordà Federal y La Veu de Catalunya. Republicano y nacionalista catalán, fue autor de novelas y obras de teatro, además de escribir Vida d'heroi (1918), sobre la figura de Narciso Monturiol. Puig Pujades, que habría sido amigo cercano de Ignasi Iglesias, mantuvo correspondencia con su paisano Salvador Dalí en las décadas de 1920 y 1930. Tras acabar en prisión después de los sucesos de octubre de 1934 en Cataluña, en las elecciones de 1936 obtuvo escaño de diputado por la circunscripción de Gerona. Tras la guerra civil terminó exiliado en Francia, donde falleció el 20 de marzo de 1949, en Perpiñán.